# Matrona Ciupelea
Matrona Ciupelea (n. 1852 – d. 1935) a fost o monahie română, stareță a Mănăstirii Hurezi.
A fost canonizată ca sfântă de Sfântul Sinod al Bisericii Ortodoxe Române în ședința sa din 1 iulie 2025, cu titulatura „Sfânta Cuvioasă Matrona de la Hurezi” și prăznuirea în ziua de 5 mai.